# 清朝宮女
清朝宫女制度和其他朝代比有一些不同：清朝正式稱謂上的女官，指的是由朝廷指派，在後宮典禮中進行輔助工作的旗人命婦。宫女則由內務府管理，均为内务府三旗包衣，而且服务一段后會出宫而不是终生服务。
清朝後宮贴身宫女的配置为：皇太后12名，皇后10名；皇贵妃、贵妃各8名；妃、嫔各6名，貴人4名，常在3名，答应2名。但还有很多宫女负责照顾皇子、皇女、太后、太妃和各种杂役。康熙、乾隆年间的宫女总数为3000多人，光绪时则为1900多人。

## 分類

### 官女子
作為宮女的官女子是內務府包衣出身，主要負責照顧后宮妃嬪等主位的日常起居。據統計，官女子在雍正八年約佔宮中女僕總數的 41.9%，乾隆二十六年約佔總數的54.8%-59% ，嘉慶四年約佔總數的 69%，而咸豐三年則約佔總數的73.1%，可見宮女的主體是官女子。

### 家下女子
家下女子是皇子福晉、側福晉、官女子等的母家奴僕，是旗人出身。例如在嘉慶元年，皇太子妃位下有八名家下女子；側福晉位下有二名家下女子；官女子二位，每位位下家下女子一人。然而，皇子繼承皇位後，其福晉、侍妾等就成為皇后、妃嬪，家下女子可以繼續在身邊侍奉，部分妃嬪入宮時亦會帶家下女子作陪嫁。家下女子有機會因患病等原因而出宮。由於皇帝子嗣數量在晚清時期銳減，家下女子的數量也不斷縮減。

### 使女
使女是皇子福晉、側福晉、官女子位下的奴僕，例如阿哥等娶福晉時，向來由福晉母家陪送八名使女。與家下女子不同，使女的來源多元化，並不一定是旗人出身，例如慶郡王奕綵府中的使女魏氏系宛平縣民人魏三之女。

## 宫女的挑选
清朝宫女常规是每年一选，对象为直屬皇帝的上三旗内务府包衣虚歲11岁或以上的女子，乾隆初年，二十八歲或以下的女子也能参加內務府選秀。要求五官端正、行动敏捷、口齿清楚；由内务府会计司将候选人按旗属和年岁造册。面試一般在紫禁城內進行，一般來說，內務府選秀沒有「記名再選」一說。落选者回家后方可以结婚。
雍正七年下谕规定，服务于贵人或更高等級者的宫女可以是官员、世家的女儿，常在、答应的侍女则只能来自低出身者（“拜唐阿校尉、护军及披甲闲散人家之女”）。
內務府選秀和三年一次、為皇帝挑選嬪妃的八旗选秀是分开进行的，因此在八旗選秀中落选的秀女，不会被改为宫女。此外，也曾有嬪妃因故被降為官女子作为惩罚的紀錄，如咸丰帝的玟常在有次因触怒咸丰帝，而从常在降为官女子，但八天后又恢复到常在的地位。宮女亦可能得到皇帝寵幸而成為妃嬪，如康熙帝的德妃、定妃皆為宮女出身。

## 宫中生活
宫女的任务是和太监一起做杂役，服务皇室。入宫后要先经过「師父」调教，如年長一些的前輩宮女，学习宫廷礼仪和服务规矩。普通宫女多住在宫门附近的小屋，每屋十人，轮流当值。不当值的时候有一定空闲时间。宮女的家属每月可以进宫探望一次。
宫女不得单人行动、私自出宫或在宫中乱走。此外，違規、犯罪或過於笨拙的宮女可能遭到罰跪、杖責甚至被杖死，驅逐出宮等懲罰。但責罰宮女也有一定的限制，例如內廷主位不得親自責打宮女，需由他人責罰，道光帝的玲常在就因自行責打宮女而被降為答應，以示懲戒。
乾隆帝的惇妃在1778年因小事责打一名宫女致其伤重死亡。乾隆将惇妃降为嫔以示惩罚，并下谕让其他妃嫔、诸皇子及其家眷不可随意虐待奴仆。道光时，翊坤宫两名宫女得喜、得寿发生口角，得寿骂及储秀宫宫女全福。宮女全福上控，内务府大臣等查明后上奏道光帝。道光帝下旨处理此事，得喜和得壽被家人帶走，全福则被内务府大臣当堂重责六十板。宫女根据地位、服务年头和主人宠爱程度，每月有一定的赏钱。另外宫女利用闲暇时间做针线女红，托人在外出售，也可补贴收入。

### 宮規
康熙二十年二月十四日，康熙帝下旨批評宫中女子高聲與他人吵架時，總管罷軟，不能夠管束她們，一味瞻徇，表示日後再有女子不守宮規，與他人喧嚷辱罵，總管要如實參奏，若他們有徇私隱瞞之舉，就一並治罪。
康熙四十四年二月初三日，康熙帝下旨批評有太監不守規矩，與各宮女子認親戚、叔伯姊妹，這些事情絕不能在宮內出現，表示他們要斷絶往來，若仍不能斷絶往來，總管與本宮首領，即依宮規處置他們。
乾隆六年十二月初七日，乾隆帝下旨應出宮女子已出宮，即是外人，不許她們進宮請安和與本宮首領太監傳信。

### 患病
清朝早期，為三宮女子養病而在皇城外設置吉徴房，康熙二十四年，康熙帝認為吉徴房位於皇城外窵遠之處，又污穢不堪，於是下令將養病房，移在皇城內幽僻且被打掃乾淨的處所。

## 女乐
康熙二十年（1681年）十月，延续八年之久的三藩之乱以清廷胜利告终。在罪藩余部中，作为罪籍奴仆被没入内务府的人口最多，安插情况也最为复杂。康熙二十二年四月，康熙帝谕令从内务府管领下选取三十三名罪藩女孩，劃分為三部，每部十一人在掌仪司各体面太监管理下学习乐器。出自尚藩家人的女孩二十六名（尚之信家人25名、尚崇谧家人1名），而出自吴藩、耿藩和孙延龄家人的女孩有六名。她们的父辈多数是拥有某种专业技能的工匠。此外，按照聖祖“取南人甚好”的旨意，选拔的三十三名女孩籍贯以南方人为主，其中有二十人為廣東人。
康熙三十二年（1693年），苏州织造李煦奏折中稱：「今寻得几个女孩子，要教一班戏送进，以博皇上一笑」除了反映内府旗籍李煦与康熙帝主仆关系密切外，还证明宫中确实存在江南女樂。否则，李煦不敢奏言将江南女子学會做戏后送入宫中，康熙帝也不会以欣然接受的口吻说：“知道了。”
魏源《古微堂诗集》卷四《都中吟》有“女乐革自乾隆中”之句，引高宗御制《和白居易乐府上阳宫人曲》为证，内称“国初女乐沿明季，康熙女乐不盈千，雍正仅存十之七，乾隆无一女乐焉”。乾隆帝晚年亦回顾说：“至于女乐，自即位以来即不用。”乾隆帝除明言自己于即位之初已摒弃女乐外，还直露无隐地表示父祖两朝，宫廷女乐并未真正禁绝。

## 出路
- 成為妃嬪。

- 出宮。出宮有分年滿出宮和提早出宮。「年滿」的界限曾有所改變，康熙十六年曾奏准「宮女年三十以上者遣出」，而雍正元年則改為「年至二十五歲令其出宮」。提早出宮的常見原因包括因笨出宮[15]、因病出宮[16]等，也有可能因服侍的主位被貶位而被裁出宮[17]。然而，極少部分出宮的宮女仍有機會回宮侍奉，例如道光十二年，儲秀宮官女子六妞因病而出宮調養，被允許痊愈後可回宮[18]，六妞為正白旗匠役二格之女，於道光四年七月入宮。傳聞中慈安太后的宮女雙喜就曾經二度進宮重回慈安太后身邊短期服侍，而曾侍奉慈禧太后的宮女榮子在十八歲時被賞給劉太監後，又被慈禧太后召回宮服侍她[19]。

- 被指婚。宮女有機會被賞給皇族為妾侍，例如光緒十年二月，長春宮下官女子大妞被賞給醇親王奕譞為妾侍[20]。宮女也有機會被賞給大臣為妾侍，例如有載乾隆帝曾賜給紀昀兩名宮女為妾[21]。此外，莊敬和碩公主薨逝後，額駙索特納木多布齋需要將公主的幾位陪嫁人員交回內務府，孝和睿皇后命人把其中一位二十五歲的陪房賞給額駙為媵。值得一提的是《文獻叢編》曾錄入允祿向雍正帝呈上的奏折，這是雍正帝給幾個馬上就要出宮的年長宮女指婚的記錄，大多都是二十四歲以上三十歲以下的宮女，被指婚給了二三十的中下級官員為妻。不過，有一名年長宮女因得罪雍正帝而被他指婚給七十一歲的正白旗步軍校吉蘭泰為妻。

- 死亡，部分宮女在宮內正常病故[22]，而部分宮女非自然死亡，例如自縊[23]、跳入吉祥缸自盡[24]、失足落水[25]、失足落井[26]、失足落河[27]等。此外，部分涉及謀殺，包括被後宮主位、其他宮女毆斃等。

- 殉葬。《汤若望回忆录》记载在董鄂妃去世后，順治帝下令将三十名宫女、太监殉葬，惟最後作罷。康熙十二年六月十七日，康熙帝命禁止八旗包衣佐領下奴僕隨主殉葬[28]。